# Maria Semple
Maria Keogh Semple (Santa Monica, 21 maggio 1964) è una sceneggiatrice e scrittrice statunitense.

## Biografia
Nata a Santa Monica nel 1964, durante l'infanzia ha vissuto per due anni con la famiglia in Spagna prima di trasferirsi a Los Angeles a causa del lavoro del padre, lo sceneggiatore Lorenzo Semple Jr., e ancora ad Aspen nel 1974.
Si è diplomata al Choate Rosemary Hall nel 1982 completando la sua educazione al Barnard College, dove ha ottenuto un Bachelor of Arts in letteratura inglese nel 1986.
Ha cominciato lavorando nel mondo della televisione, come sceneggiatrice e in seguito produttrice di serie come Beverly Hills 90210, Ellen, Innamorati pazzi e Arrested Development, prima di esordire nella narrativa nel 2008 col romanzo This One is Mine.
Ha poi raggiunto la notorietà con la sua seconda opera, Dove vai Bernardette?, commedia dolceamara e semi-autobiografica pubblicata nel 2012 e trasposta in un film con protagonista Cate Blanchett sette anni più tardi.

### Vita privata
Vive a Seattle col marito, il produttore e sceneggiatore televisivo George Meyer, e la loro figlia Poppy (n. 2003), alla quale è stata dedicata nel 2007 una rhacophoridae scoperta in Sri Lanka, la pseudophilautus poppiae, come riconoscimento alla dedizione della coppia alla Global Amphibian Assessment.

## Filmografia

### Sceneggiatrice
- Beverly Hills 90210 – serie TV, episodi 2x26-3x03 (1992)
- Ellen – serie TV, episodi 2x06-2x08-2x24 (1994-1995)
- Innamorati pazzi (Mad About You) – serie TV, 7 episodi (1996-1997)
- Susan (Suddenly Susan) – serie TV, 5 episodi (1998-2000)

### Produttrice
- Innamorati pazzi (Mad About You) – serie TV, 24 episodi (1996-1997)
- Susan (Suddenly Susan) – serie TV, 24 episodi (1999-2000) - produttrice esecutiva
- Arrested Development - Ti presento i miei (Arrested Development) – serie TV, 13 episodi (2005-2006) - consulente di produzione
- Che fine ha fatto Bernadette? (Where'd You Go, Bernadette), regia di Richard Linklater (2019) - produttrice esecutiva

### Attrice
- I Heart Huckabees - Le strane coincidenze della vita (I ♥ Huckabees), regia di David O. Russell (2004)
- Jane the Virgin – serie TV, episodio 3x16 (2017)

## Opere

### Romanzi
- This One is Mine (2008)
- Dove vai Bernardette? (Where'd You Go, Bernadette?; 2012), Milano, Rizzoli, 2014, traduzione di Paolo Antonio Livorati, ISBN 978-88-17-07254-0.
- Today Will Be Different (2016)

## Premi e riconoscimenti
- 1997 - Candidatura al Primetime Emmy Award per la migliore serie commedia per Innamorati pazzi
- 2006 - Candidatura al Writers Guild of America Award per la migliore serie commedia per Arrested Development - Ti presento i miei
- 2007 - Candidatura al Writers Guild of America Award per la migliore serie commedia per Arrested Development - Ti presento i miei
- 2008 - Pacific Northwest Booksellers Association Award: finalista con This One is Mine
- 2013 - Women's Prize for Fiction: finalista con Dove vai Bernardette?
- 2013 - Premio Alex: vincitrice con Dove vai Bernardette?